# Sälgsandbi
Sälgsandbi (Andrena vaga) är en art i insektsordningen steklar som tillhör överfamiljen bin och familjen grävbin.

## Beskrivning
Ett stort, svart sandbi med ljusgrå päls på huvud och mellankropp. Huvudet har inslag av svarta hår, och hos hanen med en vit hårrand ovanför käkarna; mellankroppen har lång behåring, tät hos honan, glesare hos hanen. Antennerna är bruna, och hanen har tydligt långa käkar. Bakkroppen är nästan hårlös, hos honan dock med tofsar av grått hår på tergiternas sidor. Honan har dessutom en kraftig, vit flocculus, en hårborste avsedd för insamling av pollen, på bakbenens höfter. Honan kan bli 13 till 15 mm lång; hanen 11 till 13 mm.

## Ekologi
Sälgsandbiet förekommer på flodstränder och -bankar, ängar, sandtag, grustag och på ruderatmark som militära övningsområden eller grusområden. Arten är ett tidigt sandbi, som i södra och mellersta delarna av sitt utbredningsområde, upp till södra Sverige, kan flyga mellan mars och maj/juni. Arten är oligolektisk, den hämtar pollen från en enda familj, i detta fall videväxter, närmare bestämt videsläktet, bland annat sälg, men den kan också besöka rosväxter, nejlikväxter, flockblommiga växter, korgblommiga växter, gräs och ranunkelväxter.
Som alla sandbin gräver arten ut bona underjordiskt, och larvcellerna provianteras med pollen varefter honan lägger ett ägg i varje cell. Hos denna art gräver honan sina bogångar i öppen, solbelyst mark med litet eller inget växttäcke. De är ofta mycket djupa, mer än en halv meter. Bona anläggs ofta i stora kolonier, som kan innehålla flera tusen bon.  Bona kan parasiteras av sälggökbi samt larverna till majbaggarna Meloe decorus, svart majbagge och violett majbagge. Den kan också angripas av parasiten Stylops mellitae (en vridvinge)

## Utbredning
Sälgsandbiet förekommer från mellersta Sverige och Finland i norr till nordöstligaste Spanien och Grekland i söder, och från sydöstligaste England österut över Mellan- och Östeuropa till Sacha i Sibirien, samt åt sydöst till Turkiet och Kaukasus.
I Sverige är arten vanligt förekommande i Götaland, Svealand och norrut i de östra landskapen upp till Ångermanland.
I Finland finns arten från Åland och sydkusten norrut till Norra Österbotten.

## Bevarandestatus
Arten är inte rödlistad, utan klassificerad som livskraftig (LC) både globalt, av Internationella naturvårdsunionen (IUCN), i Sverige och i Finland.  